# Кузнецов, Иван Иванович (Герой Советского Союза)
Иван Иванович Кузнецов (1908—1992) — полковник Советской Армии, участник Великой Отечественной войны, Герой Советского Союза (1945).

## Биография
Иван Кузнецов родился 14 января 1908 года в деревне Наводово (ныне — Шенкурский район Архангельской области). После окончания семилетней школы, с 1922 года жил в селе Сорока, работал сначала плотником на лесозаводе, затем рабочим в речном пароходстве. В 1930 году Кузнецов был призван на службу в войска ОГПУ СССР. В 1934 году он окончил 4-ю школу пограничной и внутренней охраны НКВД СССР, в 1941 году — Военную академию имени Фрунзе. С первого дня Великой Отечественной войны — на её фронтах.
Начало  войны старший лейтенант Кузнецов встретил в должности начальника учебно-строевой части Таллиннской окружной школы младшего начальствующего состава Управления пограничных войск НКВД Прибалтийского округа. Входил в группу личной охраны генерала Ракутина. Участвовал в обороне Либавы (Лиепая), Таллинна и других городов Прибалтики. В июле 1941 года - работник оперативного отдела 24-й армии Резервного фронта. 31 июля 1941 года, находился на КП одной из дивизий, наступавших на Ельню, принял участие в отражении вражеской контратаки и был тяжело ранен. Почти полгода провел в госпиталях.
После выздоровления продолжил службу в пограничный войсках. С января 1942 года - начальник отделения боевой подготовки штаба одного из пограничных отрядов Управления пограничных войск НКВД Хабаровского округа. В ноябре того же года капитан Кузнецов был направлен к месту формирования Дальневосточной стрелковой дивизии Отдельной армии войск НКВД СССР (с 1 февраля 1943 года - 102-я стрелковая Дальневосточная дивизия 70-й общевойсковой армии). С 15 февраля 1943 года принимал участие в боях на Центральном фронте. С лета 1943 года майор Кузнецов воевал в рядах 192-й стрелковой дивизии (2-го формирования) Западного фронта, с конца того же года - начальник оперативной группы штаба 29-го стрелкового корпуса (3-го формирования) 48-й армии Белорусского фронта. Принимал участие в освобождении Смоленщины. 
С июля 1944 года майор Иван Кузнецов командовал 413-м стрелковым полком 73-й стрелковой дивизии 48-й армии 1-го Белорусского фронта. Полк под его командование участвовал в боях за освобождение Белоруссии, одним из первых вышел к государственной границе СССР.  Отличился во время освобождения Польши.
В ходе Ломжа-Ружанской наступательной операции 4 сентября 1944 года полк Кузнецова успешно прорвал немецкую оборону на западном берегу Нарева и захватил плацдарм, который удерживал до переправы основных сил дивизии.
Указом Президиума Верховного Совета СССР от 24 марта 1945 года за «образцовое выполнение заданий командования и проявленные мужество и героизм в боях с немецкими захватчиками» майор Иван Кузнецов был удостоен высокого звания Героя Советского Союза с вручением ордена Ленина и медали «Золотая Звезда» за номером 6104.
После окончания войны Кузнецов продолжал службу в Советской Армии. В 1957 году в звании полковника он был уволен в запас. Проживал в Ленинграде.
Умер 20 декабря 1992 года, похоронен на Волковском кладбище Санкт-Петербурга.
Был награждён двумя орденами Ленина, четырьмя орденами Красного Знамени, двумя орденами Отечественной войны 1-й степени, орденами Отечественной войны 2-й степени и Красной Звезды, рядом медалей.